# ضربه مغزی (فیلم ۲۰۱۳)
ضربه مغزی (به انگلیسی: Concussion) فیلمی محصول سال ۲۰۱۳ و به کارگردانی استیسی پاسون است. در این فیلم بازیگرانی همچون رابین ویگرت، مگی سیف، بن شنکمن، جنل ملونی، امیلی کینی، دانیل لندن و لیلا رابینز ایفای نقش کرده‌اند.